# Trau keinem Schurken
Trau keinem Schurken (Originaltitel: Try this One for Size) ist eine französische Krimikomödie des Regisseurs Guy Hamilton aus dem Jahr 1989.

## Handlung
Tom Lepski kündigt auf Betreiben seiner Freundin Carroll seinen Job als Polizist in Miami und zieht mit ihr nach Nizza. Dort nimmt er eine neue Tätigkeit als Versicherungsdetektiv auf, eine Branche in der es vermeintlich ruhiger zugeht. Die Ruhe währt indes nicht lange, denn als Lepski eine Ausstellung russischer Kunst beaufsichtigt, wird dort trotz großer Sicherheitsvorkehrungen durch einen minutiös geplanten Coup eine wertvolle Madonnenskulptur gestohlen.
Bei der Untersuchung kommt Lepski seinem alten Bekannten, dem brutalen Meisterdieb Bradley auf die Spur. Es gelingt ihm, einen Sender an Bradleys Wagen zu platzieren und ihn so durch Europa bis zum Übergabeort des Diebesguts an einen reichen Kunstsammler in der Schweiz zu verfolgen. Dabei wird ihm gerade noch rechtzeitig klar, dass es Bradleys Plan war, sich von ihm verfolgen zu lassen und er dabei selbst als Transporteur der Skulptur benutzt wurde. Letztlich gelingt es ihm, die Statue sicherstellen, wobei er entdeckt, dass es sich in Wirklichkeit um eine Fälschung handelt.

## Produktion
Letzter Film von Guy Hamilton, der in den 1960er und 1970er Jahren durch die James-Bond-Filme James Bond 007 – Goldfinger, James Bond 007 – Leben und sterben lassen, James Bond 007 – Diamantenfieber und James Bond 007 – Der Mann mit dem goldenen Colt bekannt geworden war. Wie sein vorletzter Spielfilm, Remo – Unbewaffnet und gefährlich, handelte es sich um eine Adaption einer erfolgreichen Romanserie. Letztlich entstanden unter verschiedenen Regisseuren insgesamt vier für das Fernsehen produzierte Filme mit Michael Brandon als Tom Lepski.

## Rezeption
„Ohne Inspiration und Überraschungsmomente aufgebauter, lustlos gespielter Kriminalfilm, dessen Inszenierungsstil merklich an verstaubte Muster der 60er Jahre erinnert.“